# わたしのふるさと
「わたしのふるさと」は、日本の楽曲。

## みんなのうた
NHKの『みんなのうた』では以下の2曲が存在する。

### 堀江美都子（1977年）
1977年8月 - 9月に放送された堀江美都子の楽曲で、沖縄をテーマにしたご当地ソング。
作詞：大島登美子、作曲・編曲：照屋林賢。

### ソロンゴ（1997年）
1997年2月 - 3月に放送された、モンゴルと馬頭琴をテーマにした楽曲。映像はモンゴルの実写風景と赤羽末吉が挿絵を手掛けた絵本「スーホの白い馬」のイラストが使われている。放送では3番のAパートが省略された。
作詞・作曲・歌唱のソロンゴはモンゴル出身で、当時10歳にして歌手デビューを果たした。
CDシングルにはモンゴル語バージョンが収録されている。

## 氷川きよし
2017年11月21日に発売した氷川きよしの26枚目のアルバム『新・演歌名曲コレクション6 -碧し-』の収録楽曲（ボーナストラック）。
作詞：藤井宏一、作曲：グッチ裕三、編曲：澤近泰輔。

## 田中美久
HKT48の元メンバー・田中美久が2018年に作詞・歌唱した楽曲。作曲：井上トモノリ、編曲：外山大輔。